# برون‌چائیر (بسنی)
برون‌چائیر (انگلیسی: Burunçayır) یک منطقه مسکونی در ترکیه است که در استان آدیامان و در ناحیه بسنی واقع شده است.